# Lac des Outaouais
Lac des Outaouais är en sjö i Kanada.   Den ligger i regionen Outaouais och provinsen Québec, i den sydöstra delen av landet, 250 km norr om huvudstaden Ottawa. Lac des Outaouais ligger 404 meter över havet. Arean är 2,8 kvadratkilometer. Den sträcker sig 3,7 kilometer i nord-sydlig riktning, och 4,0 kilometer i öst-västlig riktning.
I omgivningarna runt Lac des Outaouais växer i huvudsak blandskog. Trakten runt Lac des Outaouais är nära nog obefolkad, med mindre än två invånare per kvadratkilometer.